# Власов, Антон Васильевич
Анто́н Васи́льевич Вла́сов (род. 11 мая 1989, Усть-Лабинск, Краснодарский край) — российский футболист, защитник.

## Биография
Родился 11 мая 1989 года в городе Усть-Лабинск Краснодарского края.

## Карьера
В 2008 году провёл за молодёжный состав ЦСКА 20 игр. За это время забил один гол (в матче второго круга с «Сатурном»), получил 7 жёлтых и 1 красную карточку. В августе 2009 года перешёл на правах аренды в «Анжи». В марте 2010 года перешёл на правах аренды в нижегородскую «Волгу». В январе 2011 был отдан в аренду «Газовику» сроком на один сезон. 6 сентября 2012 года перешёл в «Таганрог», за клуб провёл 11 матчей. В 2013 году перешёл в ФК СКВО, где выступал до 2014 года, провёл 17 матчей и не забил ни одного мяча. Далее выступал за любительские клубы Краснодарского края.

## Достижения
- Чемпион Европы 2006 года среди юношей не старше 17 лет[5].
- Победитель Первого дивизиона 2009